# Lucius Messius Rusticus
Lucius Messius Rusticus war ein im 2. Jahrhundert n. Chr. lebender römischer Politiker.
Durch Militärdiplome, die auf den 1. September 114 datiert sind, ist belegt, dass Rusticus 114 zusammen mit Lucius Hedius Rufus Lollianus Avitus Suffektkonsul war; die beiden übten dieses Amt im letzten Nundinium des Jahres aus.